# Pygospila hyalotypa
Pygospila hyalotypa là một loài bướm đêm trong họ Crambidae.